# David Rudisha

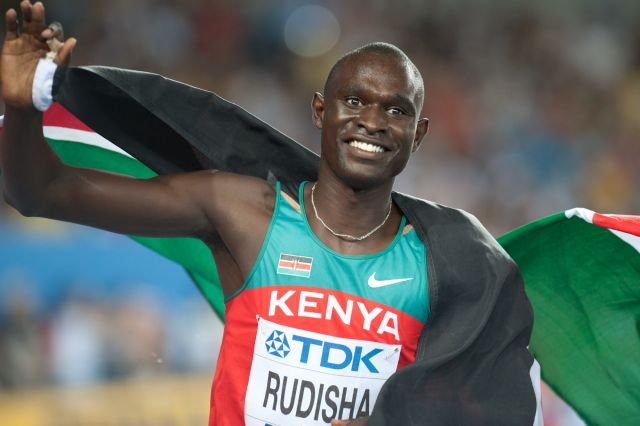
David Rudisha el 2011 a Daegu

David Lekuta Rudisha (Kilgoris, 17 de desembre de 1988) és un atleta kenyà d'ètnia massai, especialista dels 800 metres llisos. És l'actual campió olímpic i mundial d'aquesta disciplina, i va establir-ne el rècord mundial amb 1:40,91, durant els Jocs Olímpics de Londres, el 9 d'agost de 2012. El 2010 va ser triat com a "Atleta de l'any" per part de la IAAF.